# Ladyfest
Ladyfest é um festival global de arte feminina sem fins lucrativos que reúne bandas, performances e exposições artísticas, debates e oficinas, sendo voltado para a questão de gênero. Cada novo festival é organizado por voluntários de forma local e independente. 
O primeiro Ladyfest aconteceu na cidade de Olympia, Estados Unidos, em Agosto de 2000 e contou com um público de 2000 pessoas. Se apresentaram no evento Sarah Dougher, Sleater-Kinney, Cat Power, Neko Case, Teresa Carmody, The Gossip, Bangs, The Need, The Rondelles e Bratmobile.
Desde sua primeira edição, o evento tem se expandido mundialmente e já contou com versões em Amsterdam, Atlanta, Belfast, Bélgica, Bellingham, Berlim, Birmingham, Bordeaux, Brighton, Bristol, Brooklyn, Cambridge, Columbus, Cork, Chicago, Cardiff, Dijon, Dublin, Glasgow, Grenoble, Lansing (MI), Londres, Los Angeles, Madri, Melbourne, Orlando, Ottawa, Filadélfia, Scranton, São Paulo, São Francisco, San Diego, Sevilha, Texas, Toronto, Toulouse, Traverse City, Washington DC, Wellington, Nova Zelândia, entre outros.
A primeira edição brasileira ocorreu em 2004 em São Paulo e contou com oito bandas, cinco workshops, três exposições e duas exibições de vídeos de produção independente.